# 阿尔帕伊阿
阿尔帕伊阿（義大利語：Arpaia），是意大利贝内文托省的一个市镇。总面积5.2平方公里，人口1969人，人口密度378.7人/平方公里（2009年）。ISTAT代码为062005。